# Sam Hignett
Sam Hignett (1885 – k. 1933) là một cầu thủ bóng đá người Anh thi đấu cho Liverpool từ năm 1906 đến năm 1908. Thi đấu ở vị trí right-half, ông có 1 lần ra sân cho Reds, trước Sunderland vào ngày 12 tháng 10 năm 1907. Ông được liệt kê trong một số nguồn khác có tên Alan Hignett.